# Nos jeunes
Nos jeunes (en russe : Молодняк Molodnjak) est un recueil qui rassemble trois courts récits écrit entre 1993 et 1995 par l'écrivain russe Alexandre Soljenitsyne et publié en français en 1997. C'est un portrait de la jeunesse soviétique depuis les débuts de l'Union soviétique jusqu'aux années Staline.

## Contenu
- Nos jeunes (Molodnjak) illustre la volonté première des autorités soviétiques d'octroyer aux jeunes issus des classes ouvrières de nouvelles responsabilités. On suit ainsi le parcours de l'élève Konopliov, qui se voit valider ses études d'ingénieur par la seule grâce de son professeur de résistance des matériaux, Vozdvijenski, malgré la vacuité de ses connaissances. Plus tard, leur destin se croiseront de nouveau.
- Nastenka (Nasten’ka) suit le parcours de deux jeunes filles, la première à travers l'univers scabreux des komsomols, la seconde en tant que jeune professeur de littérature russe.
- La Confiture d'abricots (Abrikosovoe varen’e) dépeint dans une première partie, l'enfer subit par un fils de koulak, puis suit dans une seconde partie une conversation entre le professeur d'art cinématographique Vassili Kiprianovitch, un écrivain, et le critique de film Martynovitch.

## Éditions françaises
- Nos jeunes, traduit par Geneniève et José Johannet, Paris, Fayard, 1997 ; réédition, Paris, Librairie générale française,  « Le Livre de poche » no 30927, 2008, 117 pages.